# Transcending Obscurity Records
Transcending Obscurity Records ist ein 2005 von Kunal Choksi als Vertrieb initiiertes indisches Independent-Label. Die als Fortführung des vorherigen Labels Diabolical Conquest Records verstandene Firma ist seit der Aufnahme der Verlagstätigkeit im März 2013 auf verschiedene Formen des Extreme Metals spezialisiert. Die Tonträger werden als Download, LP und CD vermarktet, derweil das Label zusätzlich limitierte Box-Sets und Merchandise-Artikel zu den meisten Veröffentlichungen, nebst der regulären Tonträger vertreibt.
Zu den populärsten Künstlern deren Schaffen bei Transcending Obscurity verlegt wurde zählen Interpreten wie Officium Triste, Illimitable Dolor, Towards Atlantis Lights, The Slow Death, Aphonic Threnody oder P.H.O.B.O.S.

## Künstler (Auswahl)
- Aphonic Threnody
- Chalice of Suffering
- Durg Honkey
- Eremit
- Et Moriemur
- Illimitable Dolor
- Noctu
- Oak
- Officium Triste
- P.H.O.B.O.S.
- The Slow Death
- Towards Atlantis Lights
- Verthebral
- Vorga